# حزب الخضر الإيراني
حزب الخضر الإيراني (بالفارسية: حزب سبزهای ایران) هو حزب سياسي أخضر منشق عن حكومة الجمهورية الإسلامية الإيرانية.
الحزب محظور وليس له حظور في إيران، لديه موقف متطرف تجاه وزارة البيئة الإيرانية ويعتبرها «واجهة للقلق البيئي لصالح المراقبين الدوليين»، بحجة أنها «تستر على الكوارث البيئية للدولة». يعتبر الحزب استثناء للحركة البيئية الإيرانية، حيث يتم التسامح مع معظم المنظمات والمنظمات غير الحكومية البيئية، وفي بعض الأحيان تشجيعها من قبل الحكومة.
تأسس الحزب في كاليفورنيا بالولايات المتحدة باعتباره «معارضًا مهنيًا إيرانيًا مغتربًا»  ويقال إنه كان مقره في كندا اعتبارًا من عام 1999. اعتبارًا من عام 2014، يقع مقره في ألمانيا.

## روابط خارجية
- حزب الخضر الإيراني